# Rolf Dobelli
Rolf Dobelli (* 15. července 1966 Luzern) je švýcarský spisovatel a podnikatel. Svou spisovatelskou kariéru začal jako autor románu v roce 2002, ale do mezinárodního povědomí pronikl svým populárně-naučným bestselerem Umění čistého myšlení (vyd. 2011, anglicky 2013), za něj ho britské The Times nazvaly "the self-help guru the Germans love".

## Dílo
- Fünfunddreissig, 2003 (německy)
- Und was machen Sie beruflich?, 2004 (německy)
- Himmelreich, 2006 (německy)
- Wer bin ich?, 2007 (německy)
- Turbulenzen, 2007 (německy)
- Massimo Marini, 2010 (německy)
- Die Kunst des klaren Denkens, 2011 (německy)
- Die Kunst des klugen Handelns, 2012 (německy)
- The art of thinking clearly, 2013 (anglicky)